# Chaînon Okanagan
Pour les articles homonymes, voir Okanagan (homonymie).
Le chaînon Okanagan ou chaînon Okanogan, en anglais Okanagan Range ou Okanogan Range, est un massif de montagnes de la chaîne des Cascades et situé dans le Nord-Ouest des États-Unis et le Sud-Ouest du Canada,.

## Géographie

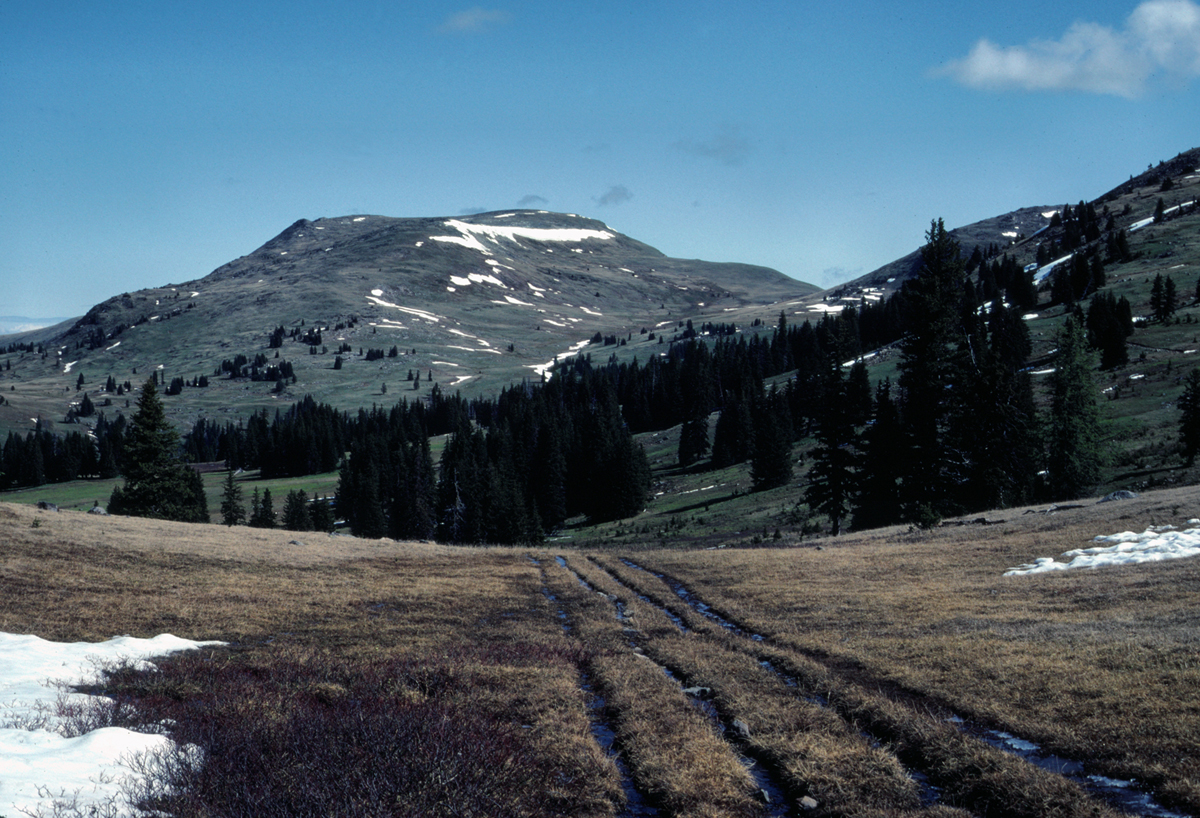
Vue du pic Armstrong depuis le bassin Horseshoe.

Le chaînon Okanagan est situé de part et d'autre de la frontière entre le Canada et les États-Unis. Pour environ 25 % de sa superficie, il se trouve dans la province canadienne de la Colombie-Britannique au nord et les 75 % restants se trouvent dans l'État américain de Washington au sud. Ce massif de montagnes est délimité à l'ouest par la rivière Pasayten et à l'est par la rivière Similkameen. Il est en grande partie inclus dans la forêt nationale d'Okanogan aux États-Unis et dans le parc provincial et aire protégée de Cathedral au Canada.
Avec 158 kilomètres de longueur dans le sens nord-sud et 112 kilomètres de largeur dans le sens est-ouest, le chaînon Okanagan couvre une superficie de 8 872 km2. Son point culminant, le mont Lago, s'élève à 2 665 mètres d'altitude. Les dix plus hauts sommets du chaînon Okanagan culminent tous à plus de 2 600 mètres d'altitude.
Le chaînon Okanagan peut être divisé en plusieurs unités géographiques qui sont le chaînon Okanagan du Nord, le Nord du col Washington, la zone centrale de Pasayten, le chaînon Cathedral, le Snowy-Windy-Chopaka, le chaînon Tiffany, la zone d'Aeneas-Palmer et la zone de Loup Loup.